# Sida castanocarpa
Sida castanocarpa är en malvaväxtart som beskrevs av Antonio Krapovickas. Sida castanocarpa ingår i släktet sammetsmalvor, och familjen malvaväxter. Inga underarter finns listade i Catalogue of Life.